# Crayon 301
De Crayon 301 is een race uit de NASCAR Cup Series. De wedstrijd wordt in het voorjaar gehouden op de New Hampshire Motor Speedway over een afstand van 318,5 mijl of 512,6 km. De eerste race werd gehouden in 1993 en werd gewonnen door Rusty Wallace. In het najaar wordt op hetzelfde circuit de Sylvania 300 gehouden.

## Namen van de race
- Slick 50 300 (1993 - 1995)
- Jiffy Lube 300 (1996 - 1999)
- Thatlook.com 300 (2000)
- New England 300 (2001 - 2003)
- Siemens 300 (2004)
- New England 300 (2005)
- Lenox Industrial Tools 300 (2006 - 2007)
- Lenox Industrial Tools 301 (2008 - 2012)
- Camping World RV Sales 301 (2013 - heden)

## Winnaars
| Jaar                       | Winnaar        | Auto         |
| Slick 50 300               | Slick 50 300   | Slick 50 300 |
| -------------------------- | -------------- | ------------ |
| 1993                       | Rusty Wallace  | Pontiac      |
| 1994                       | Ricky Rudd     | Ford         |
| 1995                       | Jeff Gordon    | Chevrolet    |
| Jiffy Lube 300             |                |              |
| 1996                       | Ernie Irvan    | Ford         |
| 1997                       | Jeff Burton    | Ford         |
| 1998                       | Jeff Burton    | Ford         |
| 1999                       | Jeff Burton    | Ford         |
| Thatlook.com 300           |                |              |
| 2000                       | Tony Stewart   | Pontiac      |
| New England 300            |                |              |
| 2001                       | Dale Jarrett   | Ford         |
| 2002                       | Ward Burton    | Dodge        |
| 2003                       | Jimmie Johnson | Chevrolet    |
| Siemens 300                |                |              |
| 2004                       | Kurt Busch     | Ford         |
| New England 300            |                |              |
| 2005                       | Tony Stewart   | Chevrolet    |
| Lenox Industrial Tools 300 |                |              |
| 2006                       | Kyle Busch     | Chevrolet    |
| 2007                       | Denny Hamlin   | Chevrolet    |
| Lenox Industrial Tools 301 |                |              |
| 2008                       | Kurt Busch     | Dodge        |
| 2009                       | Joey Logano    | Toyota       |
| 2010                       | Jimmie Johnson | Chevrolet    |
| 2011                       | Ryan Newman    | Chevrolet    |
| 2012                       | Kasey Kahne    | Chevrolet    |
| Camping World RV Sales 301 |                |              |
| 2013                       | Brian Vickers  | Toyota       |

Huidige races:
Can-Am Duel ·
Daytona 500 ·
Subway Fresh Fit 500 ·
Kobalt Tools 400 ·
Food City 500 ·
Auto Club 400 ·
STP Gas Booster 500 ·
NRA 500 ·
Aaron's 499 ·
Toyota Owners 400 ·
Bojangles' Southern 500 ·
FedEx 400 ·
Coca-Cola 600 ·
STP 400 ·
Pocono 400 ·
Quicken Loans 400 ·
Toyota/Save Mart 350 ·
Coke Zero 400 ·
Quaker State 400 ·
Camping World RV Sales 301 ·
Brickyard 400 ·
Gobowling.com 400 ·
Cheez-It 355 at The Glen ·
Pure Michigan 400 ·
Irwin Tools Night Race ·
AdvoCare 500 (Atlanta Motor Speedway) ·
Federated Auto Parts 400 ·
Geico 400 ·
Sylvania 300 ·
AAA 400 ·
Hollywood Casino 400 ·
Bank of America 500 ·
Camping World RV Sales 500 ·
Goody's Headache Relief Shot 500 ·
AAA Texas 500 ·
AdvoCare 500 (Phoenix International Raceway) ·
Ford EcoBoost 400

Voormalige races:

Buddy Shuman 276 ·
Budweiser 400 ·
Budweiser NASCAR 400 ·
Columbia 200 ·
Coors 420 ·
First Union 400 ·
Greenville 200 ·
Hickory 276 ·
Kobalt Tools 500 (Atlanta Motor Speedway) ·
Los Angeles Times 500 ·
Mountain Dew Southern 500 ·
Northern 300 ·
Pepsi 420 ·
Pepsi Max 400 ·
Pickens 200 ·
Pop Secret Microwave Popcorn 400 ·
Sandlapper 200 ·
Subway 400 ·
Tyson Holly Farms 400 ·
Winston Western 500